# Irving Allen
Irving Allen, nascido Irving Applebaum (Lemberg, 24 de novembro de 1905 - Encino, 17 de dezembro de 1987) foi produtor e diretor de cinema e teatro.
Ele ganhou um Oscar em 1948 por produzir o curta Climbing the Matterhorn. No início dos anos 1950, ele formou a Warwick Films com o sócio Albert "Cubby" Broccoli e se mudou para a Inglaterra para alavancar a produção de filmes contra um subsídio oferecido pelo governo britânico. Nos anos 50, cada um deles ficou conhecido como um dos melhores produtores de filmes independentes da época, já que os dois trabalhavam em conjunto, mas frequentemente em projetos independentes para sua empresa conjunta que produz vários projetos em um determinado ano.  

## Biografia
Nascido em Lemberg (Áustria-Hungria), Allen ingressou no cinema como editor na Universal, Paramount e Republic em 1929. Durante a década de 1940, ele fez uma série de excelentes curtas, incluindo o indicado ao Oscar Quarenta Garotos e uma Canção de 1941, dirigida por ele.  Seus curtas-metragens muitas vezes ganharam mais elogios do que seus recursos de baixo orçamento. No final da década de 1940, Allen começou a se concentrar mais em ser produtor. 

### Warwick Films
No início dos anos 50, ele liderou a Warwick Films como o "produtor de nome", fazendo filmes nos EUA e na Inglaterra, com Albert R. Broccoli como parceiro júnior. Em 1957-1958, sua parceria com Broccoli foi prejudicada pelas crises de saúde da família de Broccoli (sua segunda esposa ficou doente terminal, logo após adotar um filho e um recém-nascido) e, em menor grau, seu desacordo sobre o potencial cinematográfico de James Bond. Broccoli estava muito interessado, acreditando que a nova série poderia levar a uma série de filmes de alta qualidade, e Allen não, evitando o potencial da visão de Broccoli do que se tornou o gênero de ação e aventura estabelecido pelo advento de Bond em favor de filmes mais antigos, em fórmulas estabelecidas. A dupla se encontrou com o autor de Bond Ian Fleming separadamente em 1957, no Cubby de Nova York, onde ele se retirou para cuidar de sua esposa, mas na reunião de Londres com Fleming organizada por Broccoli, Allen quase insultou Fleming, declarando que os romances de Fleming não eram nem bom o suficiente para a televisão". Broccoli estava concentrado em seus problemas em Nova York, e só sabia que nenhum acordo havia ocorrido até as reuniões de pré-produção com Fleming, que resultaram na decisão de fazer o Dr. No, como o primeiro projeto de filme da Eon Productions. 
Em 1959, cativado pela importância histórica e um bom roteiro, Warwick empreendeu o arriscado projeto de produzir, financiar e distribuir o polêmico filme The Trials of Oscar Wilde, lançado em 1960. Antigamente, sua representação franca e sem preconceitos de questões homossexuais chegava a um muro nos Estados Unidos, quase impedindo qualquer tipo de publicidade, e a empresa perdeu seu grande investimento, Broccoli e Allen caíram, e a parceria se tornou moribunda, dissolvida oficialmente em uma liquidação de falência em 1961. 
Assim, os dois parceiros se tornaram produtores individuais no final de 1960. Broccoli fundou a Danjaq, SA e Eon Productions, com Harry Saltzman começando os filmes de Bond com um orçamento apertado, e Allen se ocupou de outros projetos. 

### Matt Helm
Alguns anos depois, Allen lançou sua própria série de espiões. Ele adquiriu os direitos da série Matt Helm, de Donald Hamilton. Allen foi responsável pelas séries de Matt Helm, The Silencers (1966), Murderers 'Row (1966), The Ambushers (1967) e The Wrecking Crew (1969). 
Em julho de 1967, Allen disse: "Nesta fase, estou interessado apenas em ganhar dinheiro. Não estou interessado em elogios ou em obter boas críticas - já tive tudo isso. Estou apenas preocupado em conseguir o maior número de pessoas nos cinemas."
"Eu fiz praticamente tudo", disse ele. "Não há nenhum lugar onde eu não estive no negócio. A única coisa que não posso fazer é escrever."
A série Helm de Allen teve um efeito importante nos filmes Bond de Broccoli (produzidos na época em parceria com Harry Saltzman). Para contratar Dean Martin como Matt Helm, Allen precisou fazer do ator um parceiro na empresa. Dean Martin acabou ganhando mais dinheiro com The Silencers (1966) do que Sean Connery ganhou com Thunderball (1965). Isso não passou despercebido por Connery. 
Allen foi enterrado no Forest Lawn Memorial Park, em Hollywood, Califórnia. 

## Filmografia
- Quarenta Garotos e uma Canção (1941) (documentário) - diretor
- Avalanche (1946) - diretor
- Viagem Estranha (1946) - diretor
- Climbing the Matterhorn (1947) (documentário) - diretor, produtor
- Alta Conquista (1947) - diretor, produtor
- 16 Fathoms Deep (1948) - diretor, produtor
- Chase of Death (1949) (curto) - diretor, produtor
- O Homem na Torre Eiffel (1950) - diretor sem créditos, produtor
- Slaughter Trail (1951) - diretor, produtor
- Novo México (1951) - produtor
- The Return of Gilbert & Sullivan (1951) (curto) - diretor, produtor
- A Boina Vermelha (1953) - produtor
- Inferno Abaixo de Zero (1954) - produtor
- O Cavaleiro Negro (1954) - produtor
- Um Prêmio de Ouro (1955) - produtor executivo
- Os heróis do barquinho (1955)
- Safari (1956) - produtor
- Abril em Portugal (1956) (curto) - produtor
- Odongo (1956) - produtor executivo
- Zarak (1956) - produtor executivo
- The Gamma People (1956) - produtor executivo
- Interpol / Pickup Alley (1957) - produtor
- Fire Down Below (1957) - produtor
- Como Assassinar um Tio Rico (1957)
- O Longo Curso (1957)
- Voo Alto (1957)
- Um Dia em Trinidad (1957) (curto) - produtor executivo
- Sem Tempo para Morrer / Tank Force (1958) - produtor
- O Homem Interior (1958) - produtor
- Idol on Parade (1959) - produtor
- O Bandido de Zhobe (1959) - produtor
- Assassinos de Kilimanjaro (1959) - produtor
- Jazz Boat (1960) - produtor executivo
- Os Julgamentos de Oscar Wilde (1960) - produtor executivo
- In the Nick (1960) - produtor executivo
- Johnny Nobody (1961) - produtor executivo
- The Heillions (1961) - produtor executivo
- The Long Ships (1964) - produtor
- Genghis Khan (1965) - produtor
- Os Silenciadores (1966) - produtor
- Linha dos Assassinos (1966) - produtor
- Os Emboscadores (1967) - produtor
- Hammerhead (1968) - produtor
- The Wrecking Crew (1968) - produtor
- Os Desperados (1969) - produtor
- Cromwell (1970) - produtor
- Testemunha ocular (1970) - produtor executivo
- Matt Helm ' (1975) (série de TV) - produtor executivo